# Louis Sylvain Goma
Louis Sylvain Goma (Pointe-Noire, 24 de junio de 1941) es un político congoleño que se desempeñó como primer ministro de la República Popular del Congo desde el 18 de diciembre de 1975 hasta el 7 de agosto de 1984. Posteriormente, fue secretario general de la Comunidad Económica de los Estados de África Central desde 1999 hasta 2012, y se desempeña como embajador de la República del Congo en Brasil desde 2013, estando también acreditado ante otros países latinoamericanos.

## Carrera
El primer ministro Henri Lopès y su gobierno renunciaron luego de una reunión del Comité Central del Partido Congoleño del Trabajo en diciembre de 1975, y Goma fue designado para reemplazarlo al frente de un nuevo gobierno, compuesto por 14 miembros, el 18 de diciembre de 1975. Goma y Denis Sassou Nguesso fueron los dos vicepresidentes de Joachim Yhombi-Opango desde marzo de 1977 hasta febrero de 1979.
Después de la guerra civil iniciada en 1997, fue incluido como uno de los 75 miembros del Consejo Nacional de Transición (CNT), que funcionó como legislatura de transición entre 1998 y 2002.
Considerado cercano al presidente Denis Sassou Nguesso, fue secretario general de la Comunidad Económica de los Estados de África Central (CEEAC) entre 1999 y 2012. Poco después de ser reemplazado en su cargo en CEEAC a principios de 2012, fue nombrado embajador de la República del Congo en Brasil el 21 de abril de 2012. Presentó sus credenciales ante la presidenta brasileña Dilma Rousseff en enero de 2013. También presentó cartas credenciales como embajador no residente en Ecuador (13 de abril de 2016), Paraguay (25 de septiembre de 2017) y Argentina (26 de febrero de 2019).